# Ритмерк
Ритмерк (на словенски: Ritmerk) е село в Словения, Подравски регион, община Ормож. Според Националната статистическа служба на Република Словения през 2015 г. селото има 48 жители.